# San Antonio el Sauzal
San Antonio el Sauzal är en ort i Mexiko.   Den ligger i kommunen Socoltenango och delstaten Chiapas, i den sydöstra delen av landet, 800 km sydost om huvudstaden Mexico City. San Antonio el Sauzal ligger 603 meter över havet och antalet invånare är 195.
Terrängen runt San Antonio el Sauzal är kuperad österut, men västerut är den platt. Runt San Antonio el Sauzal är det ganska glesbefolkat, med 35 invånare per kvadratkilometer. Närmaste större samhälle är Socoltenango, 6,8 km nordost om San Antonio el Sauzal. Omgivningarna runt San Antonio el Sauzal är en mosaik av jordbruksmark och naturlig växtlighet.